# Granit karkonoski

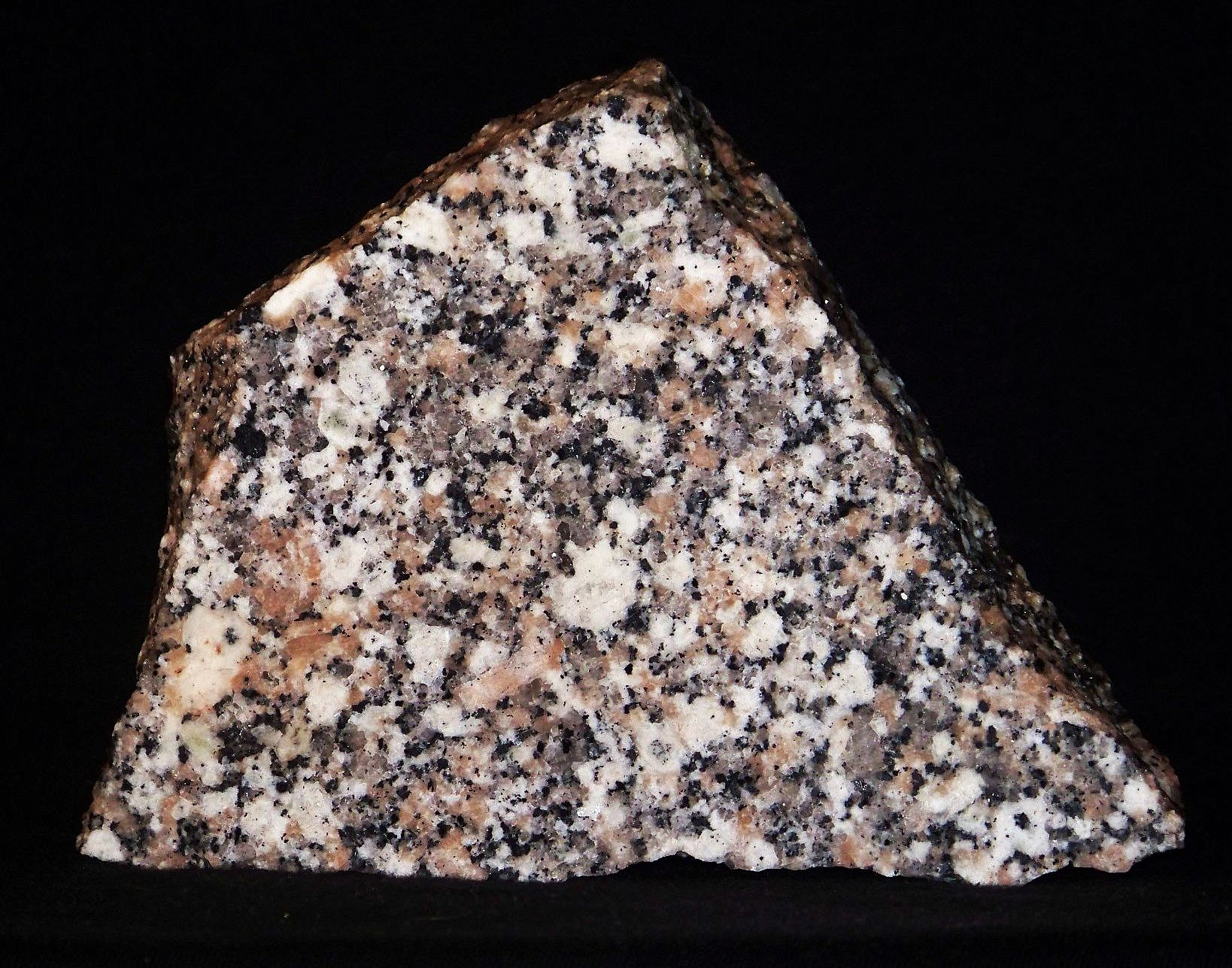
Zgład granitu karkonoskiego, Szklarska Poręba-Huta, Dolny Śląsk

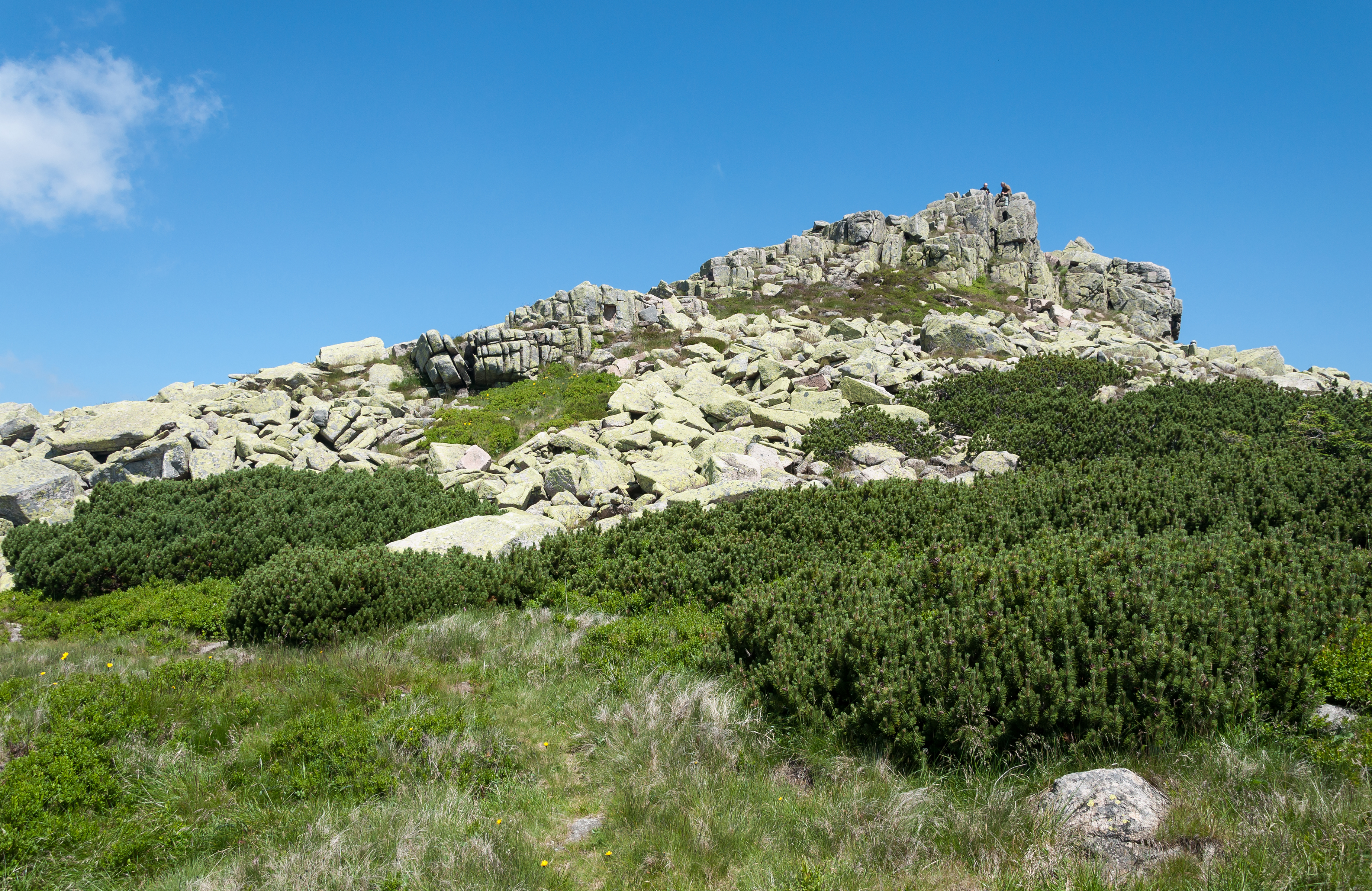
Granit karkonoski na wierzchołku Łabskiego Szczytu

Granit karkonoski – skała budująca masyw granitowy w Sudetach Zachodnich zbudowany z kilku odmian granitów;
- centralny, porfirowaty
- grzbietowy, równoziarnisty
- granofirowy

Granit karkonoski powstał w czasie orogenezy waryscyjskiej, w karbonie późnym. Jego wiek oznaczano od 300 do 330 mln lat. Odznacza się wyraźnym ciosem w trzech prostopadłych płaszczyznach. Ułatwia to jego eksploatację. Ze względu na dość duże ziarna o różnych barwach – różowe i białe skalenie, często z obwódkami, czarny biotyt, szary kwarc, występowanie czarnych lub ciemnoszarych szlir, żył aplitowych oraz ciał pegmatytowych jest bardzo dekoracyjny.
Występują w nim liczne ciała pegmatytowe, szliry zbudowane z ciemnych minerałów. Pocięty jest młodszymi żyłami aplitów, porfirów, żyłami kwarcowymi oraz lamprofirowymi. W kilku miejscach, m.in. w rejonie Maciejowej oraz w Śnieżnych Kotłach występują trzeciorzędowe bazalty.
Granit karkonoski buduje fragmenty Gór Izerskich, Karkonoszy, Kotliny Jeleniogórskiej i Rudaw Janowickich w Sudetach Zachodnich. Jego długość na powierzchni ziemi sięga 70 km, a szerokość zmienia się od 8 do 22 km.
Z granitu karkonoskiego zbudowana jest większa część czeskich Gór Izerskich oraz zachodnia część i południowe zbocza Wysokiego Grzbietu Izerskiego, Grzbiet Śląski w Karkonoszach oraz północno-zachodnia część Karkonoszy czeskich (po Czeski Grzbiet), Karkonoski Padół Śródgórski, Pogórze Karkonoskie, prawie cała Kotlina Jeleniogórska i zachodnie zbocza Rudaw Janowickich z ich najwyższym szczytem – Skalnikiem i Górami Sokolimi.
Z powodu jego rozprzestrzenienia Czesi nazywają go granitem karkonosko-izerskim (czes. krkonošsko-jizerský žulový masív, krkonošsko-jizerská žula lub krkonošsko-jizerský pluton).
Granity karkonoskie od wieków były eksploatowane w licznych kamieniołomach, zarówno na terenie Śląska jak i Czech.